# حمیدالله قلندرزی
حمیدالله قلندرزی (زادهٔ ولسوالی سرخ‌رود)
سیاست‌مدار اهل افغانستان است. وی از ۲۰۰۸ – سپتامبر ۲۰۰۹ والی خوست بوده‌است.